# Senza via di scampo
Senza via di scampo (No Way Out) è un film del 1987 diretto da Roger Donaldson, remake del film Il tempo si è fermato del 1948, entrambi basati su un romanzo del poeta e scrittore Kenneth Fearing.
In una scena del ricevimento, compare per la prima volta sullo schermo un giovanissimo Brad Pitt.

## Trama
Il Capitano di Corvetta della Marina statunitense Tom Farrell viene interrogato da due uomini riguardo alle circostanze che lo hanno portato a conoscere il Segretario della Difesa statunitense David Brice.
L'incontro è avvenuto a un ballo di inaugurazione della Presidenza: Farrell è stato invitato dal suo ex-collega universitario Scott Pritchard, che adesso lavora come General Counsel del Dipartimento della Difesa, nella speranza di poter ottenere dal Segretario Brice un trasferimento per Farrell al Pentagono, ma l'incontro non va come pianificato da Pritchard. Qualche momento dopo, Farrell inizia a flirtare con una donna presente alla festa, Susan Atwell. I due hanno un rapporto sessuale nella limousine di lei e successivamente iniziano una relazione segreta, anche se lei confessa di averne un'altra parallela con "un uomo sposato" (che si rivelerà poi essere proprio il Segretario Brice).
Dopo qualche tempo, Farrell viene mandato in missione nelle Filippine. Durante un trasferimento in mare, Farrell salva un membro dell'equipaggio della sua nave dal finire fuori bordo durante una tempesta. La notizia giunge anche a Washington, dove Brice è impegnato ad affossare definitivamente un costoso progetto per la realizzazione di un sommergibile non rilevabile dai sonar, portato avanti dall'influente senatore Duvall e sostenuto dal capo della CIA Marshall. Brice decide di sfruttare l'atto di eroismo di Farrell per nominarlo ufficialmente capo del Servizio di sicurezza del Pentagono, assegnandogli ufficiosamente il compito di aiutarlo a trovare informazioni utili per danneggiare il progetto del "sottomarino invisibile".
Farrell recupera la sua relazione con la Atwell, con la quale passa un weekend romantico fuori città. Nonostante siano entrambi innamorati l'uno dell'altra, lei confessa a lui di non avere il coraggio di troncare la sua relazione con Brice, che la mantiene in un lussuoso appartamento della capitale. Appena rientrati a Washington, Brice si presenta a sorpresa alla casa di Atwell, che a fatica convince il comandante ad andarsene dall'ingresso di servizio. Uscendo, i due si notano a vicenda, ma Brice non riconosce Farrell, nascosto dalla penombra.
Una volta dentro, Brice viene colto da un raptus di gelosia e tenta di scoprire dalla sua amante con chi abbia passato il weekend. La Atwell inizialmente tenta di negare, poi ammette di essere stata fuori con qualcuno: Brice aggredisce la ragazza e tenta di ottenere il nome con la forza, lei gli risponde insultandolo e lui le tira uno schiaffo. La ragazza perde l'equilibrio e cade dal ballatoio del primo piano, restando uccisa sul colpo.
Sotto shock, Brice si reca da Pritchard e si sfoga con lui, confessando l'omicidio. Il suo consigliere va subito a casa della ragazza ed elimina tutte le prove che possano compromettere il Segretario, scoprendo anche il negativo di una Polaroid (che qualche giorno prima la Atwell aveva giocosamente scattato a Farrell). Tornato a casa, Pritchard elabora un piano per coprire quanto avvenuto. Da tempo si vocifera della presenza al Pentagono di una "talpa" sovietica (chiamata "Yuri"), arrivata giovanissima negli Stati Uniti e qui cresciuta, talmente brava a coprire le sue tracce da non essere mai stata scovata: Pritchard suggerisce di far ricadere la colpa dell'omicidio proprio su "Yuri", in modo da scagionare Brice e depistare le indagini, con la scusa della ricerca di una pericolosa spia sovietica. Sebbene perplesso, Brice accetta di stare al gioco.
Il giorno dopo, Brice, ignaro della relazione esistente fra il comandante e la donna, incarica Farrell di condurre le indagini su "Yuri", coadiuvato dal maggiore Donovan dei serrvizi di sicurezza interna del Pentagono, per cui Pritchard assolda due ex-assassini della CIA per uccidere tutti coloro che sapevano della relazione fra Brice e la Atwell, tra cui una giovane commessa sudafricana amica della vittima (che sapeva delle relazioni della ragazza sia con Brice sia con Farrell), e fa ritrovare il negativo della Polaroid, che incastrerebbe Farrell. L'ufficiale si trova dunque prima a salvare in maniera rocambolesca la ragazza dal tentativo di omicidio e poi nella condizione di dover sabotare le sue stesse indagini, mentre cerca prove per poter incastrare Brice.
Mentre il comandante scopre che Brice ha regalato alla ragazza un dono da lui ricevuto dal Ministero degli esteri marocchino (che per legge è stato registrato e ufficialmente consegnato all'ufficio competente), l'analisi del negativo viene assegnata a un altro ex compagno di università di Farrell, Sam Hesselman, capo del centro di elaborazione dati, che inizia a ottenere i primi risultati. Nel frattempo, Donovan e i suoi uomini continuano le sue indagini sul "weekend romantico" di Yuri, portando due testimoni oculari al Pentagono per provare a identificare il colpevole.
Avendo bisogno di più tempo, Farrell confessa a Hesselman di aver avuto una relazione con la ragazza e che è stato Brice a ucciderla. Hesselman aiuta il suo vecchio compagno a trovare il dono proveniente dal Marocco nella lista dei doni registrati e a rallentare il lavoro sul negativo, ma poi contatta Pritchard di nascosto e gli rivela quanto Farrell gli ha detto. Pritchard fa finta di ringraziare il tecnico per poi sparargli a bruciapelo uccidendolo. Farrell nel frattempo si nasconde dalla "caccia a Yuri" di Donovan, ma viene inseguito dai due assassini ex-CIA che provano a ucciderlo. Riesce a salvarsi e fa arrestare i due uomini, poi affronta Brice, mostrando la prova del coinvolgimento di quest'ultimo nell'omicidio della Atwell e minacciando di rivolgersi alla polizia se non avesse interrotto le ricerche della sicurezza interna. In quella, il maggiore Donovan entra nell'ufficio di Brice, annunciando che "Yuri" ha ucciso anche Hesselman.
Dopo che Donovan è uscito dall'ufficio, Pritchard svela a Brice, in presenza di Farrell, che è proprio il comandante l'altro amante della donna. Il consigliere lascia intendere che intende incolpare Farrell di essere "Yuri" e dunque di essere l'assassino della Atwell. Brice però improvvisa una nuova storia difensiva: Pritchard, che è omosessuale, era geloso della relazione fra il Segretario e la donna e per questo l'ha uccisa. Brice promette di trovare un buon avvocato al suo consigliere, che devastato dall'improvviso voltafaccia del Segretario, per cui egli stravedeva, decide di suicidarsi. Lo sparo attira la sicurezza, a cui Brice spiega che «l'indagine è chiusa, abbiamo trovato Yuri».
Farrell, ancora scosso dalla vicenda, manda la prova del coinvolgimento di Brice nell'omicidio Atwell alla CIA e poi fa perdere le sue tracce. Mentre piange sulla tomba della sua amante, viene rintracciato da due uomini con un pesante accento russo, che lo conducono in una casa dove iniziano a interrogarlo. Si ritorna così all'inizio del film.
Durante l'interrogatorio, si scopre che Farrell è davvero Yuri, incaricato dai sovietici di sedurre l'amante di Brice e di raccogliere quante più informazioni possibile su di lui. Yuri viene rimproverato di aver gestito male la situazione (sottintendendo che non avrebbe dovuto far scoprire la tresca fra i due, ma sfruttarla per ricattare Brice). Il suo responsabile gli dice quindi che non è più sicuro per lui rimanere negli Stati Uniti e che è ora per lui di tornare in Unione Sovietica, ma Farrell/Yuri non vuole sentire ragioni: la morte di Susan, che lui amava davvero, lo ha portato a rinunciare definitivamente a essere una spia. Mentre abbandona l'edificio, il suo responsabile lo lascia andare via, sapendo che ritornerà perché "dove altro può andare?".

## Produzione

### Sceneggiatura
La sceneggiatura del film girava fra le varie major fin dal 1976, in cerca di un attore giovane disposto a cimentarsi nel ruolo principale. Lo stesso Costner temeva che accettare la parte avrebbe potuto compromettergli la carriera. Un simile ritardo era occorso alla fine degli anni Quaranta, quando nel clima da "paura rossa", la militanza marxista dell'autore del romanzo, Kenneth Fearing, aveva creato problemi alla prima versione del film.

### Cast
Il film rappresentò la consacrazione di Costner, che con The Untouchables - Gli intoccabili raggiunse ben due successi nello stesso anno. Lo stesso protagonista suggerì alla produzione l'ingaggio di Sean Young.

### Riprese
La scena della passione travolgente a bordo dell'auto ufficiale dopo il ricevimento fu considerata una delle più realistiche ed audaci mai rappresentate fino a quel momento. Kevin Costner rifiutò la controfigura sia nelle scene d'azione che in quelle d'amore.